# Prix Patrick-Dewaere
Pour les articles homonymes, voir Dewaere.
Le prix Patrick-Dewaere est décerné chaque année à un acteur, espoir du cinéma français ou francophone. Il a été créé en 2008 à la suite de la suppression du prix Jean-Gabin, qui était attribué depuis 1981. Il est placé depuis sa création sous le haut patronage du ministère de la Culture et de la Communication.
Il tire son nom de Patrick Dewaere, acteur français célèbre notamment pour ses rôles dans Les Valseuses, Coup de tête ou encore Série Noire, mort en 1982.
Son équivalent féminin, qui est décerné tous les ans au même moment, est le prix Romy-Schneider.

## Palmarès

### Prix Jean-Gabin
Le prix Jean-Gabin est une récompense française attribuée chaque année entre 1981 et 2006 à un comédien, espoir du cinéma français ou francophone.
Louis de Funès est à l'origine de la création du prix Jean-Gabin, dont le nom rendait hommage au grand acteur Jean Gabin (mort en 1976). Le prix Jean-Gabin disparaît à la suite d'un désaccord[Lequel ?] entre l'organisation et la fille de Jean Gabin ; il est remplacé depuis 2008 par le prix Patrick-Dewaere.
- 1981 : Thierry Lhermitte
- 1982 : Gérard Lanvin
- 1983 : Gérard Darmon
- 1984 : François Cluzet
- 1985 : Christophe Malavoy
- 1986 : Tchéky Karyo
- 1987 : Jean-Hugues Anglade
- 1988 : Thierry Frémont
- 1989 : Vincent Lindon
- 1990 : Lambert Wilson
- 1991 : Fabrice Luchini
- 1992 : Vincent Perez
- 1993 : Olivier Martinez
- 1994 : Manuel Blanc
- 1995 : Mathieu Kassovitz
- 1996 : Guillaume Depardieu
- 1997 : Yvan Attal
- 1998 : Vincent Elbaz
- 1999 : Samuel Le Bihan
- 2000 : Guillaume Canet
- 2001 : José Garcia
- 2002 : Benoît Poelvoorde
- 2003 : Johnny Hallyday
- 2004 : Lorànt Deutsch
- 2005 : Clovis Cornillac
- 2006 : Jérémie Renier

### Prix Patrick-Dewaere
- 2008 : Jocelyn Quivrin
- 2009 : Louis Garrel
- 2010 : Tahar Rahim
- 2011 : Gilles Lellouche
- 2012 : JoeyStarr
- 2013 : Raphaël Personnaz
- 2014 : Pierre Niney
- 2015 : Reda Kateb
- 2016 : Vincent Lacoste
- 2017 : non attribué
- 2018 : Nahuel Pérez Biscayart
- 2019 : Philippe Katerine